# Копаніни (Конецький повіт)
Копаніни (пол. Kopaniny) — село в Польщі, у гміні Конське Конецького повіту Свентокшиського воєводства. Населення — 90 осіб (2011).
У 1975—1998 роках село належало до Келецького воєводства.

## Демографія
Демографічна структура на день 31 березня 2011 року:
|          | Загалом | Допрацездатний вік | Працездатний вік | Постпрацездатний вік |
| -------- | ------- | ------------------ | ---------------- | -------------------- |
| Чоловіки | 45      | 14                 | 28               | 3                    |
| Жінки    | 45      | 9                  | 32               | 4                    |
| Разом    | 90      | 23                 | 60               | 7                    |